# Denkmal der Opfer des KZ Treblinka

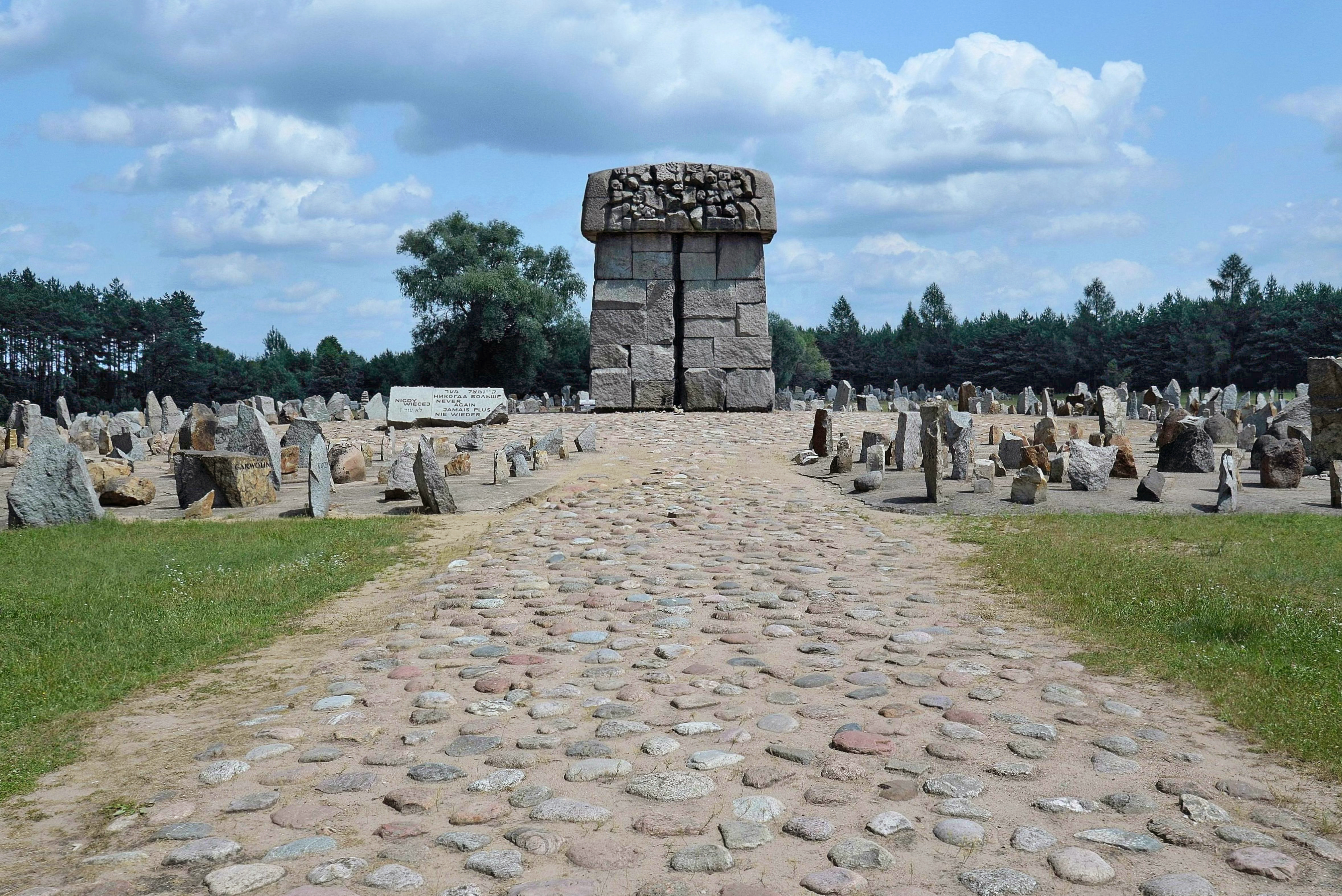
Denkmal der Opfer des KZ Treblinka, 2013

Das Denkmal der Opfer des KZ Treblinka (Pomnik Ofiar Obozu Zagłady w Treblince) befindet sich seit 1964 auf dem Gelände des ehemaligen Vernichtungslagers Treblinka in Treblinka und erinnert an die dort Ermordeten.

## Geschichte
Das Denkmal wurde nach dem Zweiten Weltkrieg von Franciszek Duszeńko und Adam Haupt im Stil des Realsozialismus geschaffen. Bereits 1955 fiel der Entschluss, ein Mahnmal im Vernichtungslager Treblinka zu errichten. Das Mahnmal wurde bereits 1958 fertiggestellt, jedoch erst 1963 enthüllt. 1978 und 1998 wurde es restauriert.